# Nieruchomość władnąca
Nieruchomość władnąca – nieruchomość, na rzecz której ustanawia się służebność gruntową. Istnienie nieruchomości władnącej determinuje obecność minimum jednej nieruchomości obciążonej.